# Marcus E. Raichle

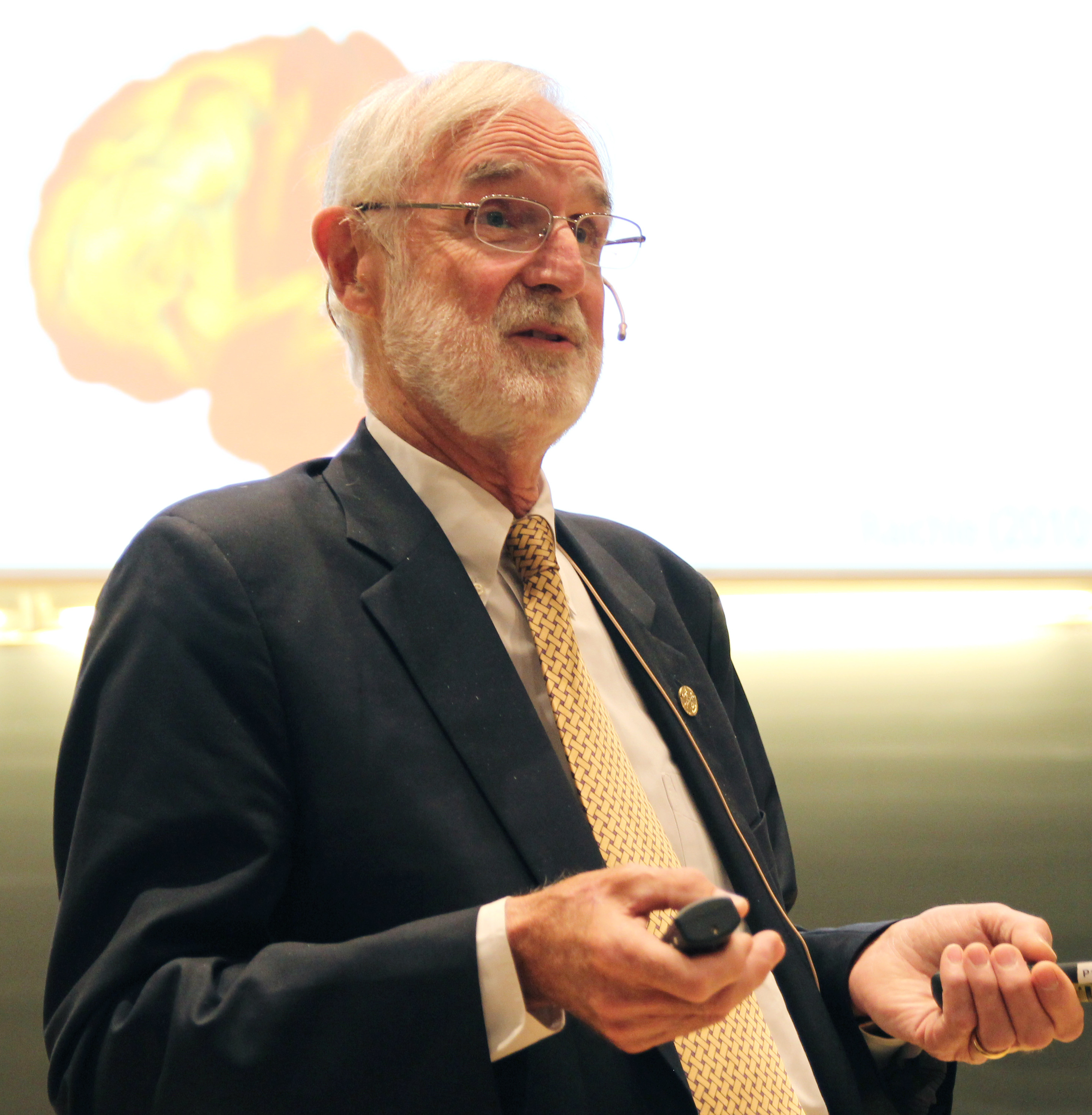
Marcus E. Raichle

Marcus E. Raichle (* 1937) ist ein US-amerikanischer Neurowissenschaftler an der Washington University in St. Louis.
Raichle erwarb 1960 einen Bachelor und schloss 1964 sein Studium der Medizin ab, jeweils an der University of Washington School of Medicine. Er wurde Facharzt für Neurologie und arbeitet seit 1972 an der Washington University in St. Louis. Hier ist er (Stand 2014) Professor für Radiologie, Neurologie, Neurobiologie und Biomedical Engineering.
Raichle gilt als Pionier der funktionellen Darstellung des Nervensystems. Er erforschte zahlreiche neurologische und psychiatrische Störungen unter Verwendung der Positronen-Emissions-Tomografie (PET) und der funktionellen Kernspintomografie (fMRI) zur Messung des regionalen zerebralen Blutflusses. Seine Arbeiten bieten die Grundlage für das Human Connectome Project und führten zur Entdeckung des Default Mode Network.
Weitere Arbeiten befassen sich mit der Hirnaktivität bei normalen Prozessen wie Sprechen, Gedächtnis oder Emotion.
Seine über 350 Originalarbeiten wurden (Stand Mai 2018) über 127.000 mal zitiert. Dazu ist er Verfasser von mehr als 140 Reviews und Buchbeiträgen. Sein h-Index betrug im Mai 2018 158.

## Auszeichnungen (Auswahl)
- 1992 Decade of the Brain Medal der American Association of Neurological Surgery
- 1996 Mitglied der National Academy of Sciences[2]
- 1996 Fellow der American Association for the Advancement of Science
- 1998 Karl S. Lashley Award der American Philosophical Society
- 1998 Mitglied der American Academy of Arts and Sciences[3]
- 2000 Pasarow Medical Research Award
- 2001 Grawemeyer Award (Psychologie)[4]
- 2006 Ehrendoktorat der University of Chicago
- 2008 Ralph-W.-Gerard-Preis[5]
- 2009 George A. Miller Prize in Cognitive Neuroscience
- 2013 Perl-UNC Neuroscience Prize[6]
- 2014 Kavli-Preis
- 2015 Glass Brain Award
- 2016 Neuronal Plasticity Prize

## Schriften (Auswahl)
- mit Michael Posner: Images of Mind. Scientific American Books, 1994.
  - Deutsche Ausgabe: Bilder des Geistes: Hirnforscher auf den Spuren des Denkens. Spektrum Akademischer Verlag, 1996.
- M. D. Fox, A. Z. Snyder, J. L. Vincent, M. Corbetta, D. C. Van Essen, M. E. Raichle: The human brain is intrinsically organized into dynamic, anticorrelated functional networks. In: Proceedings of the National Academy of Sciences. Band 102, Nr. 27, 2005, S. 9673–9678.
- M. E. Raichle, A. Z. Snyder: A default mode of brain function: a brief history of an evolving idea. In: Neuroimage. Band 37, Nr. 4, 1. Oct 2007, S. 1083–1090; discussion 1097-9. doi:10.1016/j.neuroimage.2007.02.041.
- M. E. Raichle: The brain's default mode network. In: Annu Rev Neurosci. Band 38, 8. Jul 2015, S. 433–447. doi:10.1146/annurev-neuro-071013-014030.